# Francesco Sette
Francesco Sette (* 8. August 1957 in Rom) ist ein italienischer Festkörperphysiker. Er war mehrere Jahrzehnte an der European Synchrotron Radiation Facility (ESRF) in Grenoble tätig und von 2009 bis 2024 deren Generaldirektor.

## Leben und Wirken
Sette wurde 1982 an der Universität La Sapienza bei Franco Bassani und Renzo Rosei in Rom promoviert und arbeitete anschließend von 1983 bis 1984 als Post-Doktorand an der National Synchrotron Light Source (NSLS) des Brookhaven National Laboratory auf Long Island. Von 1984 bis 1990 war er als Wissenschaftler bei den Bell Laboratories in Murray Hill, New Jersey, angestellt und konstruierte und betrieb in dieser Stellung die „Dragon“-Beamline an der NSLS. Dort führte er wichtige Experimente zur Röntgen-Absorptionsspektroskopie in Hochtemperatur-Supraleitern, zum Röntgen-Zirkulardichroismus in elementaren Metallen sowie zur Molekül-Spektroskopie durch.
Anfang der 1990er Jahre wechselte Sette zur neu gegründeten, noch im Bau befindlichen European Synchrotron Radiation Facility. Dort war er von 1991 bis 2001 Leiter einer Forschungsgruppe zur Inelastischen Röntgenstreuung (IXS). Mit einem neu entwickelten IXS-Spektrometer erzielte er eine Energieauflösung von wenigen meV und führte damit Experimente zur niederenergetischen Dynamik von Flüssigkeiten und Gläsern durch.
Von 2001 bis 2008 war Sette Forschungsdirektor der ESRF. Zum Jahresbeginn 2009 wurde er als Nachfolger des Briten William Stirling Generaldirektor der Großforschungseinrichtung. Sein Nachfolger wurde am 1. September 2024 der Franzose Jean Daillant, der vorher die nationale Synchrotronstrahlungsquelle SOLEIL bei Paris geleitet hatte.

## Ehrungen und Auszeichnungen
Sette war der erste Preisträger des seit 1995 von der Vereinigung der Nutzer von ESRF vergebenen Nachwuchspreises ESRF Young Scientist Award für seine IXS-Untersuchungen kollektiver Anregungen von Wasser in bis dahin unzugänglichen Bereichen der Energie-Impuls-Ebene an der von ihm kurz zuvor erbauten Beamline ID16.
Die Italienische Physikalische Gesellschaft zeichnete Sette 2003 mit dem Vittorio-Mazzacurati-Preis aus. Für seine wegweisenden Arbeiten zur inelastischen Röntgenstreuung erhielt Francesco Sette am 6. April 2019 die Röntgen-Plakette der Stadt Remscheid. Ebenfalls 2019 wurde ihm der gemeinsam von den physikalischen Gesellschaften Frankreichs und Italiens vergebene Friedel-Volterra-Preis für das Jahr 2018 überreicht.
Für seine Verdienste um experimentelle Techniken mit Synchrotronstrahlung und seine „aktive Rolle bei der Stärkung der Zusammenarbeit zwischen russischen und europäischen Forschungseinrichtungen“ verlieh das Moskauer Kurtschatow-Institut Sette die Ehrendoktorwürde.